# Ed Annink
Ed Annink (Den Haag, 24 oktober 1956 - aldaar, 25 september 2012) was een Nederlands grafisch ontwerper en industrieel ontwerper.
Annink volgde van 1976 tot 1978 een opleiding aan de Goud- en Zilversmidschool in Schoonhoven. Vervolgens volgde hij van 1980 tot 1984 een opleiding tot meubelontwerper aan de Koninklijke Academie van Beeldende Kunsten in Den Haag. Hij studeerde in 1984 cum laude af aan de afdeling architectonische vormgeving, meubelontwerpen en binnenhuiskunst.
Ed Annink was mede-oprichter en creatief directeur van Ontwerpwerk en actief als artdirector en curator. In 2002 verscheen bij uitgeverij 010 het boek 'Ed Annink'.
In 1985 ontwierp Annink een postmoderne stijlkamer in opdracht van het Centraal Museum in Utrecht. De ontwerpen in de stijlkamer, meestal unica of kleine producties, waren van Annink zelf of van andere Nederlandse ontwerpers. In 2012 werd deze stijlkamer opnieuw opgesteld in het Centraal Museum.
- Bibliothèque nationale de France: cb145956845 (data)
- Gemeinsame Normdatei: 128987901
- International Standard Name Identifier: 0000 0001 1436 513X
- Library of Congress Control Number: n2002157687
- RKD-Nederlands Instituut voor Kunstgeschiedenis: 1971
- Système universitaire de documentation: 129784052
- Union List of Artist Names: 500224291
- Virtual International Authority File: 1078872
- WorldCat: E39PBJcrcQ6YX7ycpx3VhpkCcP